# Concertina anglosajona

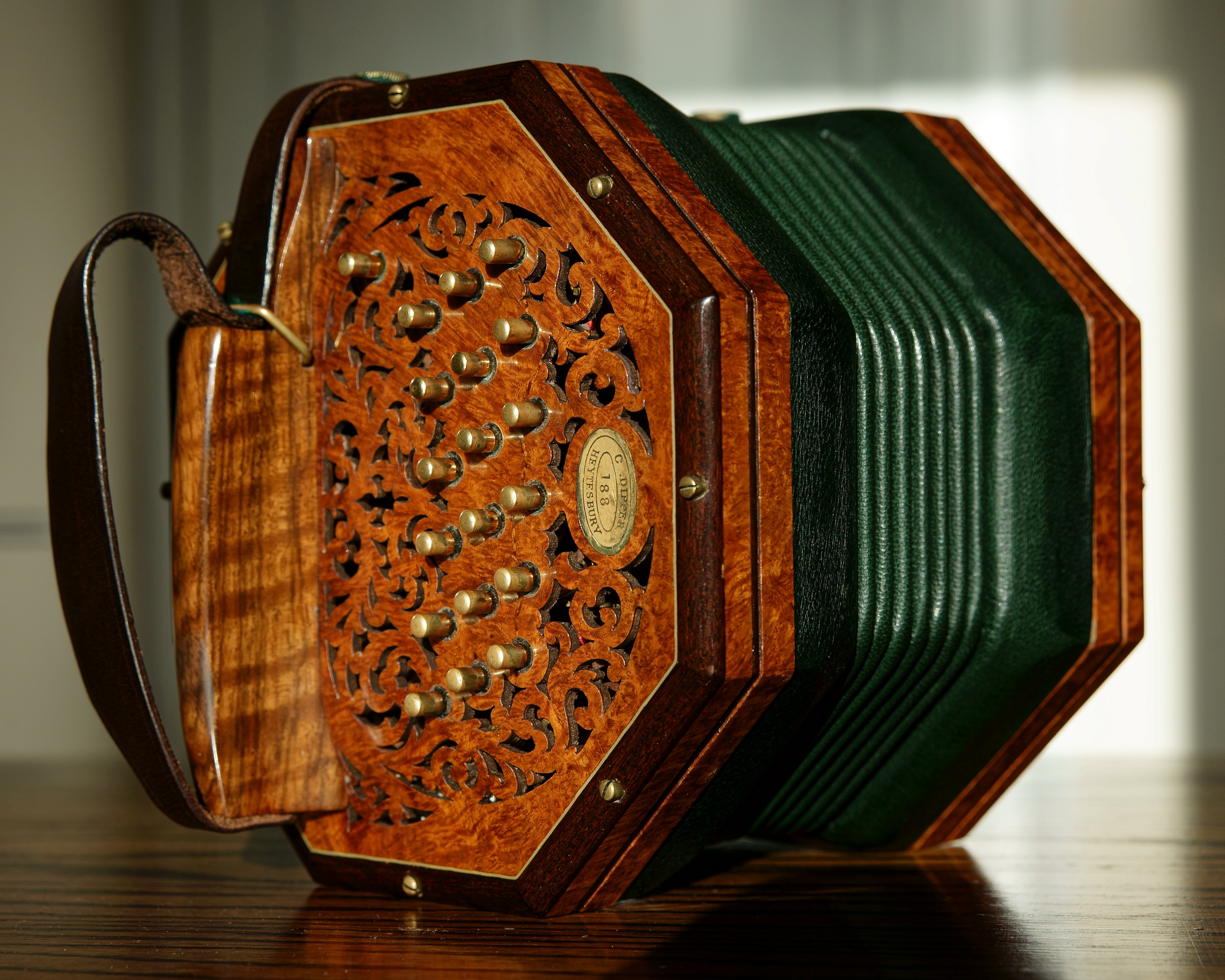
Una concertina anglosajona de 37 llaves fabricada por Colin and Rosalie Dipper.

La  concertina anglosajona o concertina anglo-alemana es un instrumento musical, perteneciente a la familia de las concertinas de lengüeta libre.

## Historia
Este instrumento musical se originó como un híbrido entre las concertinas inglesa y alemana. La disposición de los botones es generalmente la misma que la de las concertinas alemanas originales de 20 botones diseñadas por Carl Friedrich Uhlig en 1834. A los pocos años, la concertina alemana era una importación popular en Inglaterra, Irlanda y Norteamérica, debido a su facilidad de uso y a su precio relativamente bajo. Los fabricantes ingleses respondieron a esta popularidad ofreciendo sus propias versiones con métodos tradicionales ingleses: lengüetas de concertina en lugar de lengüetas de placa larga, pivotes independientes para cada botón y extremos en forma de hexágono.
Al principio, el término anglo-alemán sólo se aplicaba a las concertinas de este tipo construidas en Inglaterra, pero cuando los fabricantes alemanes adoptaron algunas de estas técnicas, el término pasó a aplicarse a todas las concertinas que utilizaban el sistema de 20 botones de Uhlig.